# Vågbräddad lavmätare
Vågbräddad lavmätare, Alcis repandata, är en fjärilsart som beskrevs av Carl von Linné 1758. Vågbräddad lavmätare ingår i släktet Alcis och familjen mätare. Arten är reproducerande i Sverige. Inga underarter finns listade i Catalogue of Life.

## Bildgalleri

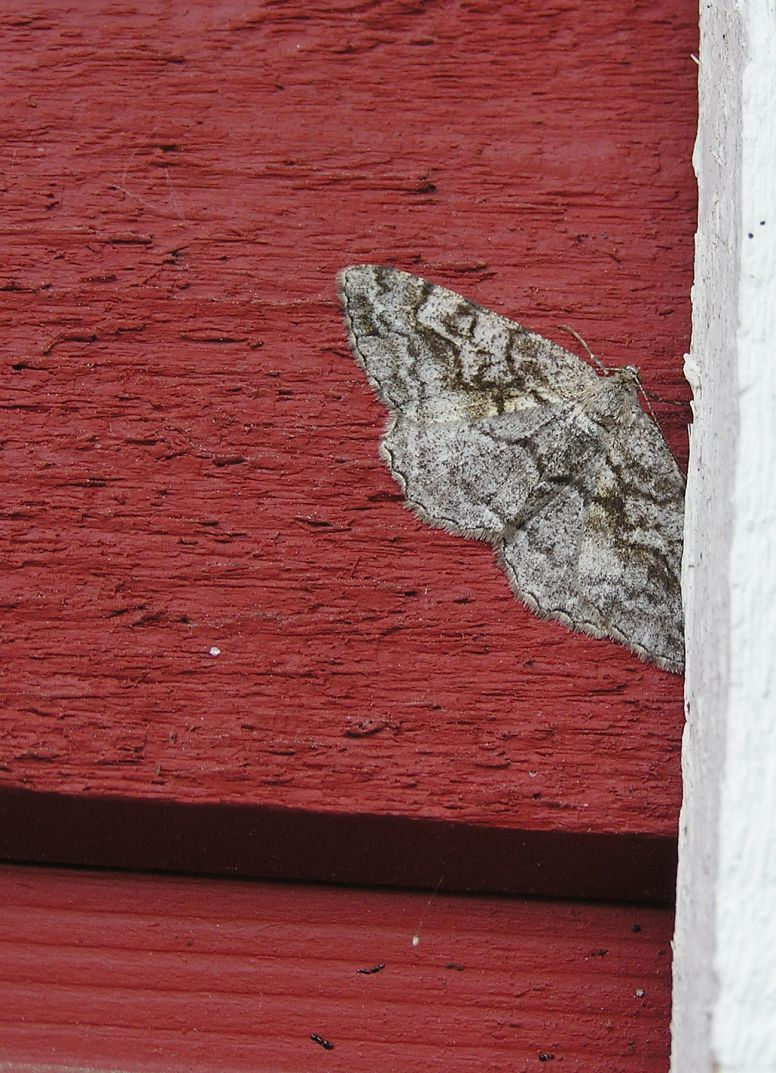
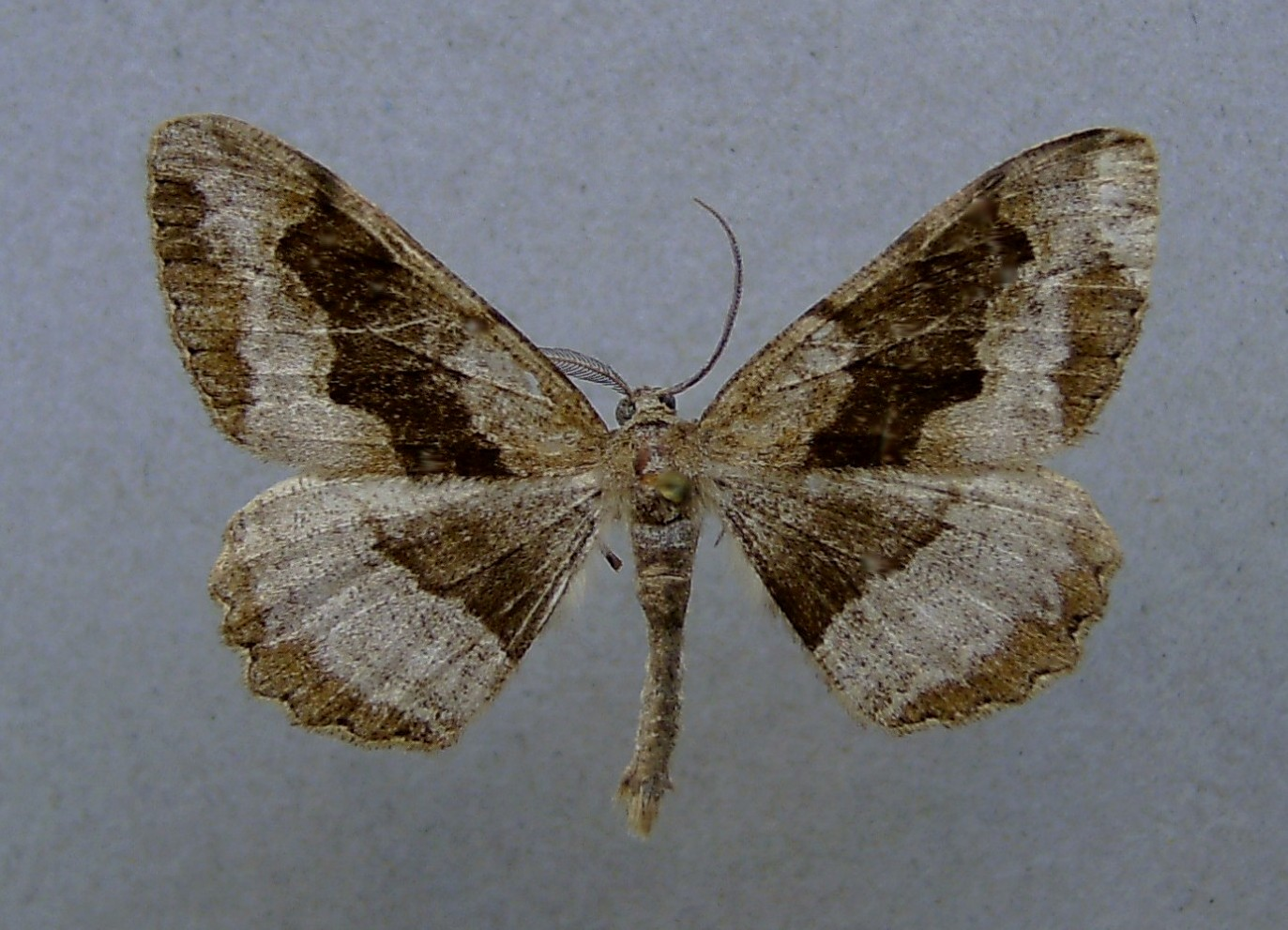
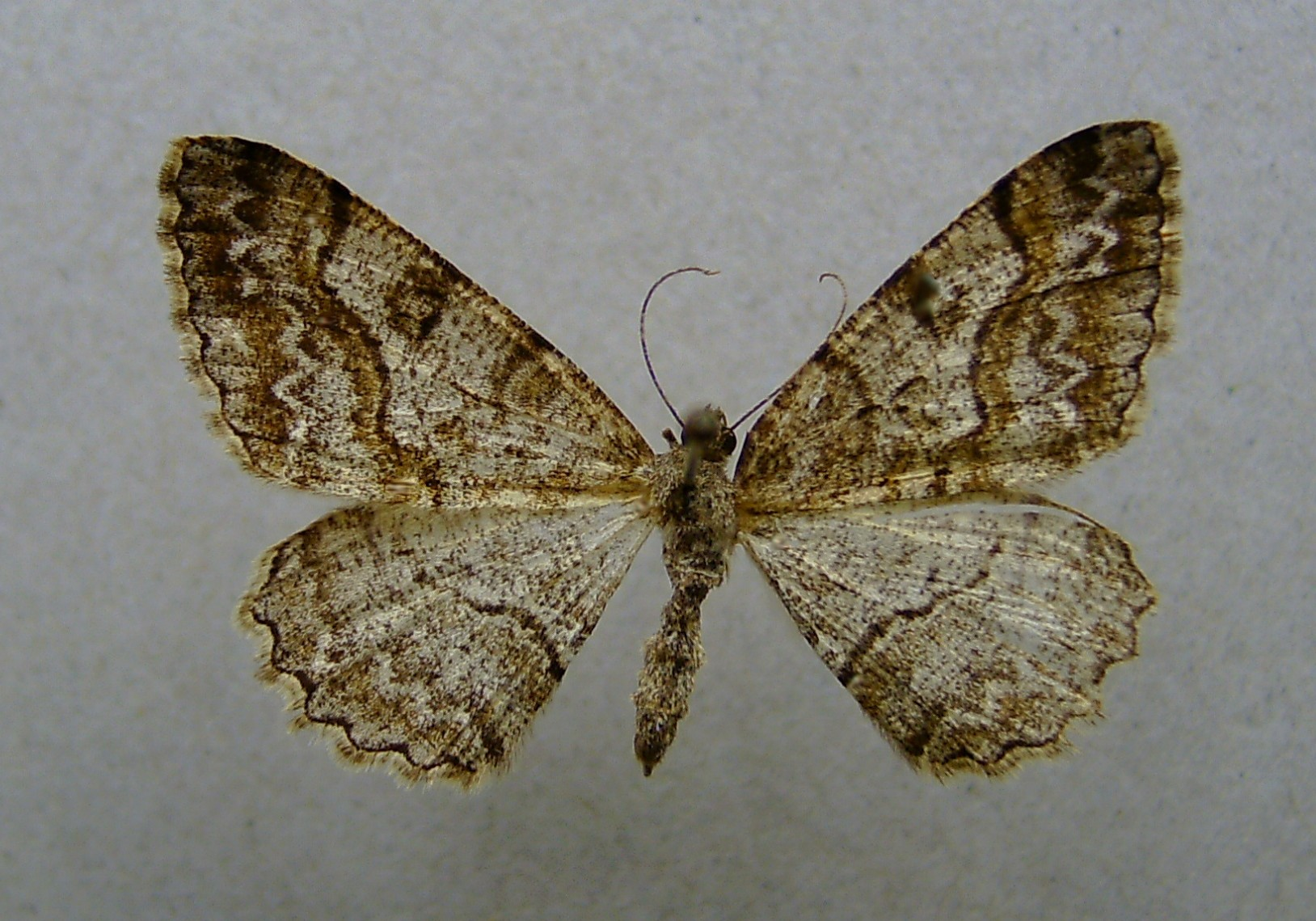